# Muggsy Bogues
Muggsy Bogues (født 9. januar 1965 i Baltimore i Maryland i USA) er en tidligere amerikansk basketballspiller, der spillede i NBA (National Basketball Association). Bogues er bedst kendt som spiller for Charlotte Hornets, men han spillede også for Washington Bullets, Golden State Warriors, og Toronto Raptors. 
Bogues spillede 14 år i ligaen, hvor han havde Point guard positionen. Muggsy Bogues var den laveste NBA–spiller nogensinde, med en højde på blot 160 centimeter.
I 1996 optrådte Bogues i filmen Space Jam som en af de fem NBA-spillere, der får stjålet sine spilleegenskaber af de onde Monstars. Charles Barkley, Shawn Bradley, Larry Johnson og Patrick Ewing er de andre fire.